# Straža (akademski klub)
Straža je bil katoliški akademski klub študentov ljubljanske univerze med obema svetovnima vojnama. Nastal je iz skupine študentov z radikalno katoliško usmeritvijo, ki so pod idejnim vodstvom dr. Lamberta Ehrlicha in ob glasilu Straža v viharju (od tod njihovo ime: stražarji) najprej delovali v študentski KA (t. i. Mihaelova skupina, delujoča od 1933), cerkvenem društvu Straža in od 1937 v akademskem klubu Straža; do ustanovitve le-tega so se vključevali v druga katoliška študentska društva na univerzi. 
Stražarji so si prizadevali vzgajati zavedne in dejavne katoliške študente, da bodo v zasebnem in javnem življenju uveljavljali katoliška načela. Zaslombo so imeli v cerkveni hierarhiji in političnem vodstvu SLS. Bili so med prvimi, ki so na poziv Antona Korošca marca 1936, da je treba idejo postaviti proti ideji, usmerili dejavnost predvsem v boj proti marksizmu, zlasti boljševizmu; pri krščanski obnovi slovenske univerze in družbe so nastopali ne le proti idejnim nasprotnikom zunaj katoliškega tabora, marveč tudi proti posameznim skupinam znotraj tega (križarji, krščanski socialisti). Spomladi 1936 so s Tomčevimi mladci prevzeli vodstvo v Akademski zvezi in jo hoteli spremeniti v udarno, moderno organizacijsko centralo katoliških akademskih društev. Toda kmalu se je pokazalo nasprotje med Tomčevimi mladci in Ehrlichovimi stražarji, zlasti ob vprašanju doslednega stanovskega organiziranja katoliških študentov na univerzi. Ko so stražarji izgubili boj za prvenstvo v KA na univerzi, so z njenimi novimi pravili postali le t. i. pomožna organizacija KA. Spori z mladci so se poglobili tudi zaradi očitkov, da so stražarji pri ustanavljanju svojega kluba oslabili druge katoliške organizacije na univerzi, s tem pa nehote okrepili privržence ljudskofrontnega povezovanja. Pri politični dejavnosti so bili navezani na Antona Korošca, ki jih je tudi gmotno podpiral. S pomočjo prvakov slovenskega dela JRZ so spomladi 1939 formalno obnovili srednješolsko Slovensko dijaško zvezo, z glasilom Stražni ognji (1940–41) pa zbirali in usmerjali mladino v boj proti komunizmu. Stražarji kot radikalna desnica so se večinoma že kmalu po začetku okupacije usmerili proti OF in NOB. Na strani protirevolucije je bilo njihovo vodstvo med prvimi odločnimi zagovorniki kolaboracije z italijanskim okupatorjem; večina članstva mu je z dejavnostjo sledila.